# Lijst van stadsarchitecten van Deventer
Dit is een overzicht van personen die in het verleden de functie stadsarchitect, stadsbouwmeester of een vergelijkbare functie hebben uitgeoefend in de Nederlandse stad Deventer. 

## Voor de Franse tijd
Voor de Bataafs-Franse tijd was de timmermeester als lid van de stedelijke magistraat belast met het toezicht op de gemeentewerken en de aansturing van de stadstimmerman en stadsmetselaar, maar deze functie was met de inmenging van de Fransen verloren gegaan. In 1817 sprak de stedelijke overheid voor het eerst weer over de noodzaak van een eigen architect. Aanleiding was de slechte staat van de Schipbrug en de discontinuïteit in het bestuur die zijn weerslag had op het toezicht op de inrichting van de openbare ruimte en de gemeentewerken. Stadstimmermansbaas Willem Nieuwenhuis stelde voor dat hij als stadsarchitect benoemd werd. De gemeente was terughoudend, maar hoewel hij nooit officieel deze titel kreeg voerde hij vermoedelijk wel de bijbehorende werkzaamheden uit.

## Lijst vanaf 1832
Na de dood van Willem Nieuwenhuis in 1832 volgden de volgende personen hem als stadsarchitect op in zijn werkzaamheden:
- Bernardus van Zalingen, 1832-1837 – onder meer verantwoordelijk voor het Athenaeum Illustre[2]
- Bernardus Looman, 1837-1871 – voornamelijk bekend van de Boreelkazerne[3]
- Willem Metzelaar, 1872-1883 – onder meer verantwoordelijk voor het postkantoor in de Kleine Overstraat
- J.A. Mulock Houwer, 1882-1900 – bekend van enkele grote werken, waaronder de Grote Synagoge en de watertoren
- Christiaan Hendrik Holgen, 1903-1913 – onder meer verantwoordelijk voor de Gasfabriek en de Middelbare Koloniale Landbouwschool[4][5]
- W. Uytenhoudt, 1915-19?? – onder meer verantwoordelijk voor de Handelsschool, Vrouwenarbeidsschool en de renovatie (1921) van de Waag[6][7][8][9]
- Harry Rademaker, 1961-1988 – voornamelijk bekend van het voormalige stadskantoor aan het Burseplein en betrokkenheid bij de herontwikkeling van het Bergkwartier.